# Фраво
Фраво (фр. Fravaux) насеље је и општина у североисточној Француској у региону Шампањ-Арден, у департману Об која припада префектури Бар сир Об.
По подацима из 2011. године у општини је живело 50 становника, а густина насељености је износила 13,44 становника/km². Општина се простире на површини од 3,72 km². Налази се на средњој надморској висини од 197 метара.

## Демографија
| 1962. | 1968. | 1975. | 1982. | 1990. | 1999. | 2011. |
| ----- | ----- | ----- | ----- | ----- | ----- | ----- |
| 17    | 40    | 46    | 34    | 47    | 57    | 50    |

График промене броја становника у току последњих година